# Sie macie ludzie
Sie macie ludzie – film dokumentalny, muzyczny z 2004 roku w reżyserii Krzysztofa Magowskiego. Opowiada o wokaliście grupy Dżem - Ryszardzie Riedlu.
Zawiera on wywiady z byłymi członkami zespołu (obecni nie zgodzili się na udzielenie wywiadów), znajomymi Ryszarda, jego rodziną oraz kilka archiwalnych wypowiedzi wokalisty.

## Opis
Dokument Krzysztofa Magowskiego opowiada o życiu Ryszarda Riedla. Przyjaciela wspominają jego znajomi z lat dziecinnych, koledzy z zespołu. O młodości syna opowiada jego matka, Krystyna, pamięć męża przywołuje wdowa po Ryśku, Małgorzata oraz jego syn Sebastian. Autorzy filmu kroczą śladami wokalisty Dżemu, starają się zrozumieć fenomen i charyzmę Riedla. Próbują także pojąć, w jaki sposób w jego życie wniknęły narkotyki. Opowiadają o jego dobrych oraz złych momentach życia i twórczości: o dzieciństwie, młodości, początkach muzykowania, a także o jego śmierci związanej z uzależnieniem od narkotyków.

## Obsada
- Grzegorz Achtelik - Ryszard Riedel
- Krystyna Riedel - matka Ryśka
- Małgorzata Riedel - żona Ryśka
- Małgorzata Riedel - siostra Ryśka
- Sebastian Riedel - syn Ryśka
- Karolina Riedel - córka Ryśka
- Zygmunt Pyduch „Pudel”
- Michał Giercuszkiewicz
- Kazimierz Galaś „Filo”
- Andrzej Urny
- Tadeusz Nalepa
- Jerzy Linder
- Józef Skrzek
- Ireneusz Dudek
- Dariusz Dusza
- Krzysztof Głuch
- Bogdan Lisik
- Marek Hanke
- Mirosław Bochenek
- Tadeusz Szczepański „Ziomal”
- Jerzy Zawiesienko
- Jerzy Owsiak
- Jerzy Bierwiaczonek